# Arbeidsadviescollege
Het Arbeidsadviescollege / Arbeids Advies College (AAC) is en bij wet ingesteld adviesorgaan voor de Surinaamse regering.
Het ACC is een tripartiet overlegorgaan, met vertegenwoordigers uit de overheid, de vakbeweging en het bedrijfsleven. Het is opgericht nadat de Internationale Arbeidsorganisatie (ILO) in 1976 met haar leden een verdrag over internationale arbeidsstandaarden sloot tijdens de Tripartite Consultation Convention. Sindsdien werkte Suriname aan de omzetting naar de Wet Arbeids Advies College die begin 1978 in de Staten van Suriname werd aangenomen. Hierna duurde het nog tot minstens 1979 totdat alle partijen vijf vertegenwoordigers hadden aangewezen. Suriname ratificeerde het verdrag op 16 november 1979.
Het ACC geeft op eigen initiatief of op verzoek advies aan de minister met arbeidszaken in de portefeuille. Periodiek worden nieuwe leden geïnstalleerd. Bij een installatieplechtigheid wordt gekozen voor een symbolische selectie van de leden om te voorkomen dat de groep te groot zou worden.